# Eduard Borja Ibáñez
Edu Borja Ibáñez (Benimaclet, ciutat de València, 1959) és un actor de titelles de fil i doblador.
De xiquet, segons declara, es va fascinar amb les actuacions de la marionetista austríaca Herta Frankel i el seu personatge La perrita Marilín per la llavors televisió en blanc i negre. Ha doblat al valencià personatges com ara Robert Mitchum, Lawrence Olivier o Anthony Quinn, i a personatges animats com Astérix i Bugs Bunny, i ha impartit formació en algun curs de doblatge.